# شهرستان براون (ایندیانا)
شهرستان براون، ایندیانا (به انگلیسی: Brown County, Indiana) شهرستانی در ایالات متحده آمریکا است که در ایندیانا واقع شده‌است.